# Jesús Caldera Sánchez-Capitán

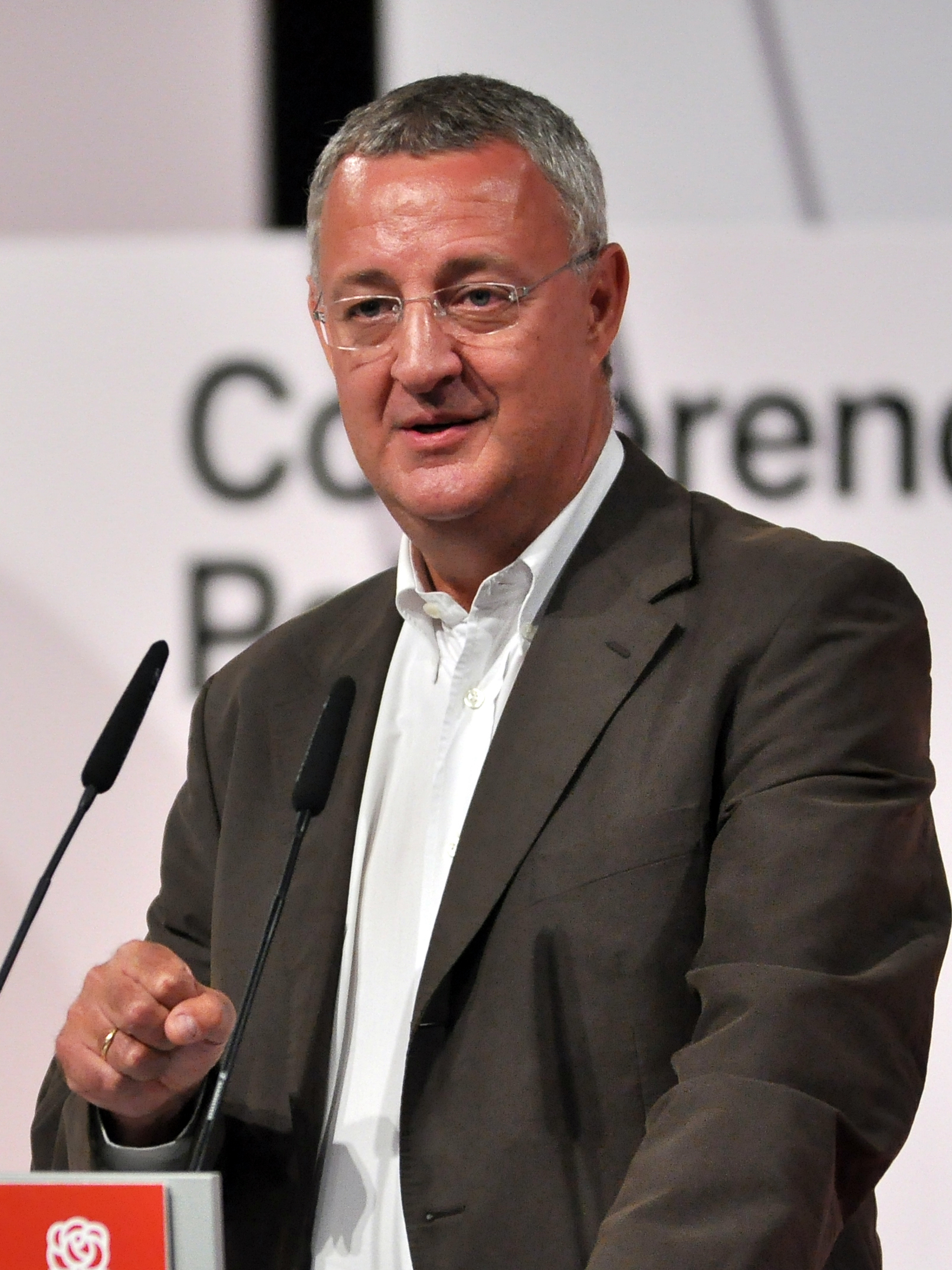
Jesús Caldera Sánchez-Capitán (2010)

Jesús Caldera Sánchez-Capitán (* 31. Oktober 1957 in Béjar, Provinz Salamanca) ist ein spanischer Politiker der sozialistischen PSOE. Von 2004 bis 2008 war er Minister für Arbeit und Soziales im ersten Kabinett Zapatero.

## Lebenslauf und politischer Werdegang
Nach einem Studium der Politikwissenschaft und Soziologie an der Universität Complutense Madrid arbeitete Caldera zunächst in der Stadtverwaltung von Lagunilla (Provinz Salamanca). 
Nach seinem Beitritt zur sozialistischen Partei PSOE wurde er erstmals 1982 als Abgeordneter in das spanische Parlament gewählt, dem er seitdem angehört. Nach der Wahl von José Luis Rodríguez Zapatero zum Parteichef war Caldera 2000–2004 Sprecher der Sozialistischen Fraktion im Parlament. Nach dem Wahlsieg der PSOE bei den spanischen Parlamentswahlen 2004 wurde Caldera am 18. April 2004 zum Minister für Arbeit und Soziales ernannt.
Als Minister war Caldera Anfang 2005 federführend bei der Legalisierung von rund 800.000 Immigranten, die zuvor ohne Aufenthaltsgenehmigung in Spanien gearbeitet hatten, einem der wichtigsten Projekte der Regierung Zapatero. Außerdem setzte er Ende 2005 eine Erweiterung des Rechtes auf Elternschaftsurlaub für Beamte durch. Anfang 2006 verwirklichte er eine vor allem von Seiten der Gewerkschaften geforderte Arbeitsmarktreform, um der Praxis der Aneinanderreihung von Zeitverträgen entgegenzutreten und den Kündigungsschutz zu verbessern.
Vor den spanischen Parlamentswahlen 2008 übernahm Caldera die Wahlkampfstrategie der PSOE, die schließlich zu einem erneuten Erfolg der Partei führte. Bei der Neubildung des Kabinetts schied er allerdings als Arbeitsminister aus; stattdessen kündigte Zapatero an, dass Caldera die Leitung einer neu zu gründenden Parteistiftung der PSOE übernehmen werde.